# Eros Grezda
Eros Grezda (Đakovica, 15. travnja 1995.) albanski je nogometaš koji igra na poziciji krila. Trenutačno je bez kluba.